# Вікторівка (Кореневський район)
Вікторівка — село в Кореневському районі Курської області. Адміністративний центр Вікторівська сільрада.

## Географія
Село знаходиться на річці Блаховець, за 3 км від російсько-українського кордону, за 106 км на південний захід від Курська, за 20 км на південний схід від районного центру. селища міського типу Коренево.
Клімат
Вікторівка, як і весь район, розташована в поясі помірно-континентального клімату з теплим літом і відносно теплою зимою (Dfb в класифікації Кеппена).

## Населення
| Чисельність населення | Чисельність населення |
| 2002                  | 2010                  |
| --------------------- | --------------------- |
| 82                    | ↘70                   |

## Інфраструктура
Жителі села займаються особистим підсобним господарством. У селі 49 будинків.

## Транспорт
Вікторівка знаходиться за 15 км від автодороги регіонального значення 38К-030 (Рильськ — Коренево — Суджа), за 1 км від автодороги 38К -006 (Коренево — Троїцьке), на автодорозі міжмуніципального значення 38Н-161 (38К-006 — Успенівка)), за 11 км від найближчого залізничного зупинного пункту 341 км (лінія 322 км — Льгов I).
За 136 км від аеропорту імені В. Г. Шухова (неподалік Бєлгорода).